# José Antonio Zorrilla Álvarez
José Antonio Zorrilla és un diplomàtic retirat al servei de l’estat espanyol.
Nascut a Bilbao, ja durant els seus anys com adolescents va mostrar un fort interès en la política i la militància partidista. En 1973 inicia els seus estudis a l’Escola de Diplomàcia de Madrid.
Pel que fa a la tasca diplomàtica, José Antonio Zorrilla ha estat destinat a diversos llocs del món. Entre aquests trobem: cònsol general a Milà, Shanghai (2001-2004), Moscou (2004-2008) i ambaixador d’Espanya a Geòrgia (2009-2011).
A banda de la seva professió diplomàtica, Zorilla també ha mostrat una important tasca artística i literària amb la publicació de diversos llibres (en són un exemple Días sin nombre o El espía Saratov) i la direcció de diferents continguts audiovisuals —com ara les pel·lícules El Barranco de Víznar, Argelès, El arreglo o Los últimos días de la guerra, entre d'altres. També ha estat escriptor col·laborador com articulista a diferents mitjans de comunicació especialitzat en política internacional, destaca la seva tasca des del 2013 al diari digital El Confidencial.
També ha realitzat nombroses conferències a diferents cercles intel·lectuals sobre ciència política, política internacional i diplomàcia. Vessant per la qual és conegut a la xarxa.
Finalment la seva carrera com a diplomàtic finalitza l’any 2016 amb la seva jubilació.
José Antonio Zorrilla parla fluidament cinc llengües: castellà, francès, anglès, alemany i italià, i demostra coneixements de la llengua russa i xinesa.